# Hrayr Mkoyan
Hrayr Hovhannesi Mkoyan (in armeno Հրայր Հովհաննեսի Մկոյան?; Leninakan, 2 settembre 1986) è un calciatore armeno, difensore dello Širak.

## Carriera

### Club
Dopo aver giocato con vari club. tra cui anche l'Ararat, nel 2010 si trasferisce al Mika Erevan.

### Nazionale
Conta varie presenze con la Nazionale armena.

## Palmarès

### Club

#### Competizioni nazionali
- Coppa d'Armenia: 2

Alaškert: 2018-2019
Ararat: 2020-2021
- Supercoppa d'Armenia: 1

Širak: 2023